# Cândido Godói
Cândido Godói, amtlich Município de Cândido Godói, ist eine brasilianische Kleinstadt im Bundesstaat Rio Grande do Sul nahe der Grenze zu Argentinien.
Durch die 1963 aus Santa Rosa und Giruá ausgegliederte gegründete Stadt führt die riograndenser Landesstraße RS-165 in Nord-Süd-Richtung, die im Norden auf die Straße RS-307 trifft, welche in Ost-West-Richtung vorbeiführt. Die Einwohnerzahl wurde zum 1. Juli 2021 auf 6106 Einwohner geschätzt auf einer Fläche von 247,047 km². Den Stadtvorsitz (Stadtpräfekt) hat Valdi Luis Goldschmidt für die Amtszeit 2017 bis 2020.

## Geschichte
Die Gemeinde befindet sich auf dem Gebiet der Região das Missões, wo früher einheimische Indianer aus dem Tapes-Stamm angesiedelt waren. Die ersten europäischen Kolonisatoren waren Spanier. Das Gebiet ging später durch einen zwischen den Kolonialmächten Portugal und Spanien ausgehandelten Vertrag (Vertrag von Tordesillas) an Portugal über. Obwohl ursprünglich von Spaniern bewohnt, stellen heute deutsch- und polnischstämmige Einwohner die Mehrheit. Der Ortsname erinnert an den bei der Gründung im Amt gewesenen brasilianischen Minister für öffentliche Arbeiten José Cândido Godói.
1995 hat sich im Ort die Landmaschinenbaufirma Indústria de Máquinas e Implementos Agrícolas KF Ltda, kurz Industrial KF, angesiedelt.

## „Welthauptstadt der Zwillinge“
In Cândido Godói werden überdurchschnittlich häufig Zwillinge geboren. Die Ortschaft bezeichnet sich daher selbst auch als „Welthauptstadt der Zwillinge“ oder als „Land der Zwillinge“ (Original: Capital Mundial dos Gêmeos bzw. Terra dos Gêmeos). Dem Zwillingsphänomen ist im örtlichen Museum, dem Museu de Resgate Histórico de Cândido Godói, eine Ausstellung gewidmet, seit 2003 findet alljährlich ein Zwillingsfest statt, 2016 das 10. Fest dieser Art.